# Stenus subtilis
Stenus subtilis är en skalbaggsart som beskrevs av Thomas Casey. Stenus subtilis ingår i släktet Stenus och familjen kortvingar. Inga underarter finns listade i Catalogue of Life.